# Stazione di Arena Po
Stazione di Arena Po vasútállomás Olaszországban, Lombardia régióban, Arena Po településen.

## Vasútvonalak
Az állomást az alábbi vasútvonalak érintik:
- Alessandria–Piacenza-vasútvonal

## Kapcsolódó állomások
A vasútállomáshoz az alábbi állomások vannak a legközelebb:
- Stazione di Stradella
- Stazione di Castel San Giovanni